# Christina Nilsson (operasångerska)
Christina Nilsson, född 6 juni 1990 i Ystads församling, är en svensk operasångerska (sopran).

## Biografi
Christina Nilsson växte upp i Ystad. Hon utbildade sig på Lilla Akademiens musikgymnasium i Stockholm, Vadstena folkhögskola och på Operahögskolan i Stockholm, med magisterexamen 2017. 
Hon medverkade i  Allsång på Skansen 2015 och debuterade på Kungliga Operan i Stockholm 2017 med titelrollen i Aida.
Som en av sju sopraner deltog Christina Nilsson på Göteborgsoperans jubileumskonsert den 17 maj 2018 på Birgit Nilssons 100-årsdag, där Valkyrieritten ur Valkyrian akt III av Richard Wagner framfördes. Musiken framfördes av Göteborgsoperans orkester under ledning av Kjell Ingebretsen, och de olika rollerna framfördes av Nina Stemme (Gerhilde), Christina Nilsson (Ortlinde), Annlouice Lögdlund (Waltraute), Matilda Paulsson (Schwertleite), Iréne Theorin (Helmwige), Elisabet Strid (Siegrune), Katarina Dalayman (Grimgerde) och Annalena Persson (Rossweise).
År 2019/2020 debuterade hon som Grevinnan i Figaros bröllop på Kungliga Operan, Stockholm. 

## Priser och utmärkelser
- 2011 - Ystads Allehandas kulturpris
- 2014 - Jenny Lind-stipendiet
- 2015 - Birgit Nilsson-stipendiet
- 2016 - Första pris och Publikens pris i Wilhelm Stenhammar International Music Competition.[4]
- 2017 - Christina Nilsson utsågs 2017 till vinnare av the Renata Tebaldi International Voice Competition.[5]
- 2018 - Sixten Gemzéus stora musikstipendium på 500.000 kronor.[6]
- 2019 - Dubbelbelönades i Plácido Domingos Operalia, World Opera-tävlingen i Prag.[7]

Christina Nilsson har även tilldelats stipendium från Kungliga Musikaliska Akademien 2013, 2014 och 2015 samt Mats Liljefors stipendiet 2013 och Vadstena-Akademiens stipendium 2012.